# Pride of Calais
Die Pride of Calais war ein Fährschiff der britischen P&O Ferries, das 1987 in Dienst gestellt wurde und bis 2012 auf der Strecke von Dover nach Calais in Fahrt blieb. Nach einem kurzen Einsatz als Ostend Spirit zwischen Ostende und Ramsgate wurde das Schiff 2013 in der Türkei abgewrackt.

## Geschichte
Die Pride of Calais wurde unter der Baunummer 94 bei Schichau Seebeck in Bremerhaven gebaut und am 11. April 1987 vom Stapel gelassen. Das ursprünglich für die britische Reederei Townsend Thoresen geplante Schiff wurde am 27. November 1987 an P&O European Ferries abgeliefert und am 4. Dezember auf der Strecke von Dover nach Calais in Dienst gestellt.
Von Januar bis Juni 1988 konnte die Pride of Calais nicht eingesetzt werden, da die Besatzung streikte. Von Juni bis Juli 1997 musste das Schiff außerdem Zeebrugge anstatt Calais anlaufen, da dort die Hafenarbeiter streikten.
Von März 1998 bis August 2002 wurde die Pride of Calais gemeinsam von P&O Ferries und der Stena Line betrieben. Zu diesem Zweck wurde sie im Dezember 1998 in P&OSL Calais umbenannt. 2002 wurde der Name des Schiffes in PO Calais abgeändert, ehe es 2003 wieder seinen alten Namen Pride of Calais erhielt.
Die Pride of Calais blieb noch bis zum 20. Oktober 2012 auf der Strecke von Dover nach Calais in Fahrt, ehe sie in Tilbury aufgelegt wurde. Im Dezember 2012 wurde das Schiff als Ostend Spirit an TransEuropa Ferries verchartert und nach einem Werftaufenthalt im Februar 2013 auf der Strecke von Ostende nach Ramsgate in Dienst gestellt.
Nach nur zwei Monaten in Fahrt wurde die Ostend Spirit im April 2013 wieder nach Tilbury überführt, um dort weiter aufgelegt zu werden. Im Oktober desselben Jahres ging das Schiff nach 26 Dienstjahren an eine Abbruchwerft im türkischen Aliağa, wo es am 13. November 2013 zum Abbruch eintraf. Das Schwesterschiff Pride of Dover war bereits im Vorjahr dort abgewrackt worden.